# Блайт Гартлі
Блайт Гартлі (англ. Blythe Hartley, 2 травня 1982) — канадська стрибунка у воду.
Призерка Олімпійських Ігор 2004 року, учасниця 2000, 2008 років.
Чемпіонка світу з водних видів спорту 2001, 2005 років, призерка 2003, 2007 років.
Переможниця Ігор Співдружності 2006 року, призерка 1998, 2002 років.
Переможниця Панамериканських ігор 2003 року, призерка 1999 року.